# Unione Sportiva Borgo a Buggiano 1920
L’Unione Sportiva Borgo a Buggiano 1920 est le club de football de Buggiano qui milite en Ligue Pro Deuxième Division, fondé en 1920. Ses couleurs sont le bleu et le blanc. 
Après avoir été repêché en Serie D, en 2008-2009, il termine 10e en 2009-2010 et remporte la poule D en 2010-2011.